# Olive all'ascolana
Olive all'ascolana (imenovano tudi olive ascolane ripiene) (kar pomeni »polnjene olive Ascolano«) je italijanska predjed iz ocvrtih oliv, polnjenih z mesom.

## Zgodovina
Olive all'ascolana so prvič ustvarili v mestu Ascoli Piceno v regiji Marke v Italiji okoli leta 1800. Jed so ustvarili zasebni kuharji, da bi uporabili ostanke mesa po zabavah ali praznovanjih na bogatih posestvih. Jed postrežejo kot predjed v barih z aperitivi. Postrežejo jo tudi na festivalih v papirnatih stožcih. Leta 2015 je imenovana Mimi Sheraton to jed predstavila v svoji knjigi 1000 živil, ki jih je treba jesti, preden umreš.

## Jed in različice
Tradicionalni recept vključuje razkoščičene Ascolano ali zelene olive in oblikovanje te okoli majhne mesne kroglice. Sodobni recepti uporabljajo tudi olive brez koščic. Meso je pogosto mešanica različnih vrst mesa, vključno s teletino, govedino, svinjino ali piščancem. Meso prepražimo s soffrittom (čebulo, korenje in zeleno sesekljamo). Nato ga dušimo v belem vinu, zmeljemo in pomešamo s sirom Parmigiao-Reggiano ali Grana Padano. Nekateri recepti zahtevajo, da se mešanici dodajo kosmiči muškatnega oreščka, česna ali rdečega čilija, vključno z receptom Sanjeeva Kapoorja.ref>Kapoor, Sanjeev. Italian Cooking (v angleščini). Popular Prakashan. str. 34. ISBN 978-81-7991-327-7. Pridobljeno 13. maja 2021.</ref> Olive so lahko polnjene tudi s sladko italijansko klobaso, na obalnih območjih pa z ribami. Polnjene olive nato povaljajo v jajcu in drobtinah ter ocvrejo v rastlinskem olju.
Nekateri kuharji jim postrežejo z rezino limone in drugo ocvrto hrano, kot so žajbelj, jagnječji kotleti ali krema. Olive all'ascolana se ujemajo s suhimi, hrustljavimi belimi vini, vključno z verdicchiom ali belim pinotom.